# Vladyslav Heraskevych
Vladyslav Heraskevych nacido en Kiev el 12 de enero de 1999 es un deportista ucraniano que compite en Skeleton. Es el primer ucraniano en competir en skeleton.

## Carrera
En febrero de 2016 participó en los Juegos Olímpicos de la Juventud de Lillehammer 2016 donde finalizó en octava posición. El 24 de febrero de 2017 disputó los Campeonatos Mundiales de Bobsleigh y Skeleton de 2017 donde finalizó 24º.En 2018 consiguió su clasificación para los Juegos Olímpicos de Pieonchang 2018 donde finalizó en duodécima posición.En 2022 volvió a conseguir clasificarse para los Juegos Olímpicos que se disputaron ese mismo año en la ciudad china de Pekín donde finalizó en la posición número 18.En esos mismos juegos se hizo conocido internacionalmente al mostrar un cartel que decía “No war”.

## Su papel durante laInvasión rusa de Ucrania de 2022
Durante la Invasión rusa de Ucrania se intentó alistar al ejército en Kiev pero fue rechazado al no tener experiencia militar, entonces el y su padre pensaron en repartir con su furgoneta alimentos en las ciudades más afectadas por la guerra.